# CGS-8216
CGS-8216是一种含氮有机化合物，分子式C16H11N3O，带有吡咯并喹啉醌结构，可用作抗焦慮藥。